# Shabla Knoll
Shabla Knoll är en bergstopp i Antarktis. Den ligger i Sydshetlandsöarna. Argentina, Chile och Storbritannien gör anspråk på området. Toppen på Shabla Knoll är 6 meter över havet.
Terrängen runt Shabla Knoll är huvudsakligen kuperad, men västerut är den bergig. Havet är nära Shabla Knoll österut. Trakten är glest befolkad. Närmaste befolkade plats är Captain Arturo Prat base, 16,5 kilometer nordost om Shabla Knoll. 